# کفش‌های باتا
کفش‌های باتا (انگلیسی: Bata Shoes) یک شرکت تولیدی پاافزار و پوشاک است.
این شرکت که در سال ۱۸۹۴ در کشور جمهوری چک تأسیس شده مقر اصلی آن هم‌اکنون در شهر لوزان، سوئیس قرار دارد. شرکت باتا بیش از ۵۲۰۰ فروشگاه خرده‌فروشی در ۷۰ کشور و امکانات تولید در ۱۸ کشور را در اختیار دارد.

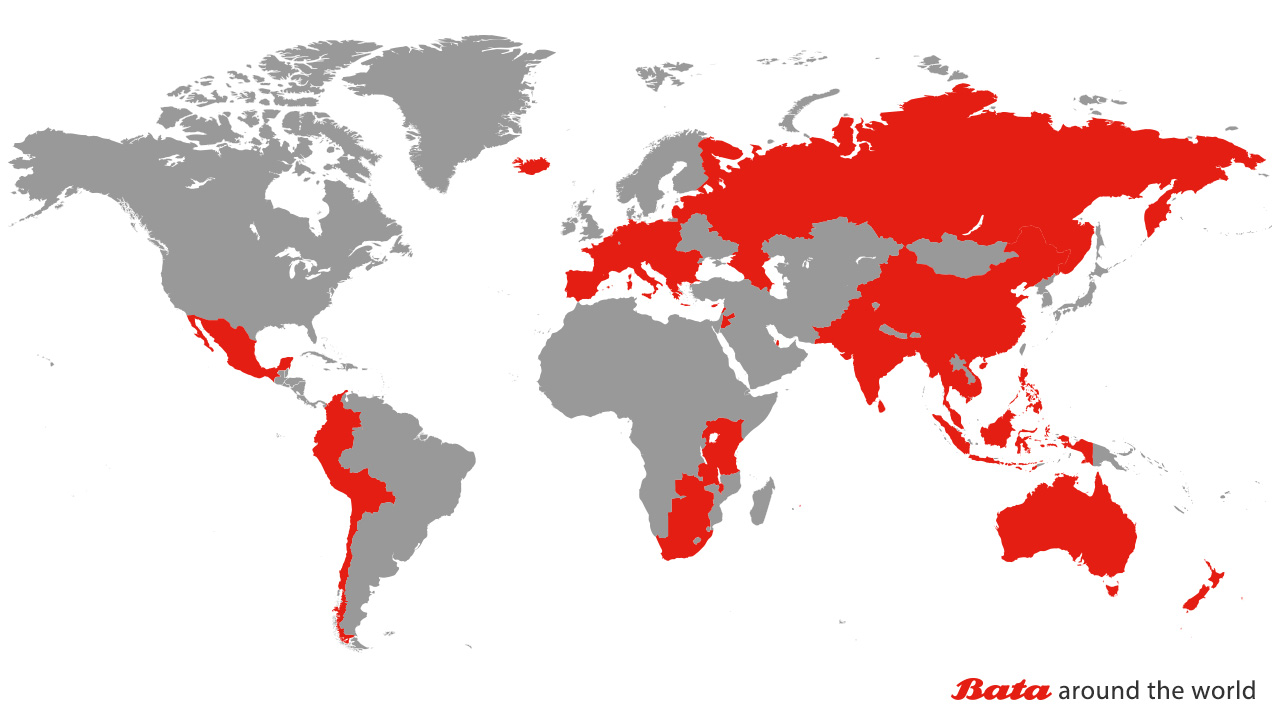
مناطق قرمز رنگ کشورهای تحت پوشش